# Chloridoideae
Chloridoideae là một trong những họ con lớn nhất của họ Cỏ, với khoảng 150 chi và 1.600 loài, chủ yếu được tìm thấy trong các đồng cỏ thảo nguyên nhiệt đới hoặc cận nhiệt đới. Trong nhánh PACMAD, nhóm chị em của nó là Danthonioideae. Họ con này bao gồm các loài cỏ cỏ gian phổ biến như cỏ Bermuda (Cynodon dactylon) hoặc cỏ xạ hương (Eleusine indica), nhưng cũng bao gồm các loài kê được trồng ở một số khu vực nhiệt đới, như kê ngón tay (Eleusine coracana) và kê teff (Eragrostis tef).
Trừ một số loài trong Ellisochloa và Eleusine indica, hầu hết các loài trong họ con này sử dụng con đường quang hợp C4 trong quá trình quang hợp. Quá trình chuyển tiến hóa đầu tiên từ quang hợp C3 sang C4 trong cỏ có thể đã xảy ra trong họ con này, khoảng từ 32 đến 25 triệu năm trước trong kỷ Oligocene.

## Phát sinh chủng loại họ
Mối quan hệ giữa các tông trong Chloridoideae theo phân loại phát sinh chủng của năm 2017, cũng cho thấy Danthonioideae là nhóm chị em:

|  | Eragrostideae                                            |
|  |                                                          |
|  | \| \| Cynodonteae \| \| \| \| \| \| Zoysieae \| \| \| \| |
|  |                                                          |
|  | Cynodonteae                                              |
|  |                                                          |
|  | Zoysieae                                                 |
|  |                                                          |

|  | Cynodonteae |
|  |             |
|  | Zoysieae    |
|  |             |

|  | Eragrostideae                                            |
|  |                                                          |
|  | \| \| Cynodonteae \| \| \| \| \| \| Zoysieae \| \| \| \| |
|  |                                                          |
|  | Cynodonteae                                              |
|  |                                                          |
|  | Zoysieae                                                 |
|  |                                                          |

|  | Cynodonteae |
|  |             |
|  | Zoysieae    |
|  |             |

|  | Eragrostideae                                            |
|  |                                                          |
|  | \| \| Cynodonteae \| \| \| \| \| \| Zoysieae \| \| \| \| |
|  |                                                          |
|  | Cynodonteae                                              |
|  |                                                          |
|  | Zoysieae                                                 |
|  |                                                          |

|  | Cynodonteae |
|  |             |
|  | Zoysieae    |
|  |             |

|  | Eragrostideae                                            |
|  |                                                          |
|  | \| \| Cynodonteae \| \| \| \| \| \| Zoysieae \| \| \| \| |
|  |                                                          |
|  | Cynodonteae                                              |
|  |                                                          |
|  | Zoysieae                                                 |
|  |                                                          |

|  | Cynodonteae |
|  |             |
|  | Zoysieae    |
|  |             |

Các chi sau chưa được gán vào một tộc nào:
- Gossweilerochloa
- Indopoa
- Lepturopetium
- Myriostachya
- Pogonochloa
- Pseudozoysia
- Silentvalleya